# Quilling

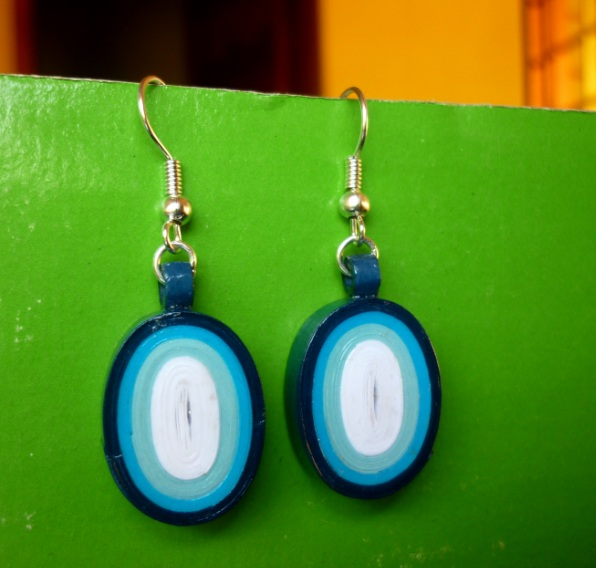

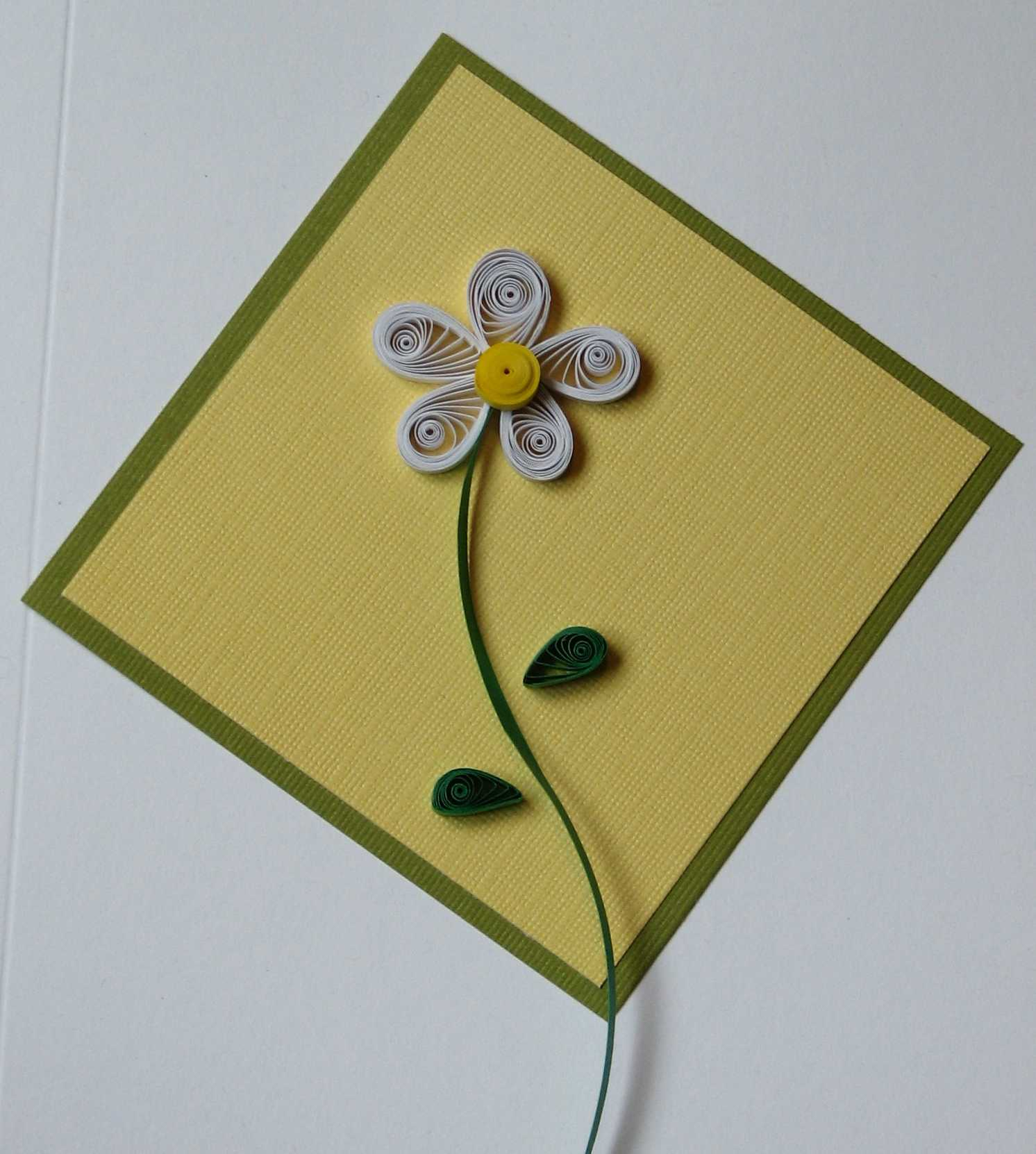
Kartka z kwiatkiem

Quilling (ang. „nawijać na pióro lub rurkę”) technika z rodzaju papieroplastyki (zwana też papierowym filigranem) służąca do tworzenia ozdób z wąskich pasków papieru zwiniętych w kształt sprężyny spiralnej i odpowiednio uformowanych przez zagniecenie zewnętrznych warstw papieru.
Przygotowane elementy najczęściej naklejane są na zdobioną powierzchnię tak, że powierzchnia paska papieru jest w stosunku do niej prostopadła. Rzadziej z elementów skleja się samodzielne kompozycje dekoracyjne. Technika wywodzi się prawdopodobnie z jubilerskiej techniki filigranu.